# Setsuo Yamamoto
 (décembre 2023).
Si vous disposez d'ouvrages ou d'articles de référence ou si vous connaissez des sites web de qualité traitant du thème abordé ici, merci de compléter l'article en donnant les références utiles à sa vérifiabilité et en les liant à la section « Notes et références ».
Setsuo Yamamoto (山本 節生, Yamamoto Setsuo) est un compositeur japonais.

## Biographie
Il entre à Capcom en 1992, les premières musiques qu'il compose sont pour le jeu Final Fight. Il sera crédité uniquement sous son prénom (Setsuo). Soucieux de garder un certain anonymat il utilisera plusieurs pseudonymes comme Kashira, purple ou plus récemment Mr. X.

## Travaux et participations
- Final Fight 2 (1993) -- Musique (Setsuo)
- Mighty Final Fight (1993) -- Compositeur sonore (Setsuo)
- Street Fighter II': Special Champion Edition (1993) -- Musique (Setsuo "Kashira" Yamamoto)
- Aladdin (SNES Version) (1993) -- Musique (Setsuo)
- Mega Man X (1993) -- Musique (Setsuo)
- X-Men: Mutant Apocalypse (1994) -- Musique (non crédité)
- Street Fighter Alpha (Arcade Version) (1995) -- Musique (Yamamoto "purple" Setsuo)
- Mega Man: The Power Battle (1995) -- Musique (Setsuo)
- Street Fighter Alpha (PSX & Saturn Versions) (1995/1996) -- Musique (Yamamoto "purple" Setsuo)
- Street Fighter Alpha 2 (Arcade Version) (1996) -- Musique (SETSUO Yamamoto)
- Super Puzzle Fighter II Turbo (Arcade Version) (1996) -- Musique et arrangement
- Mega Man 2: The Power Fighters (1996) -- Musique
- Quiz Nanairo Dreams: Nijiirochou no Kiseki (1996/1997) -- Staff
- Street Fighter Zero 2 Alpha (1996) -- Musique
- Street Fighter Alpha 2 (PSX & Saturn Versions) (1996) -- Musique
- Super Puzzle Fighter II Turbo (PSX & Saturn Versions) (1996) -- Musique & Arrangement (Arcade Staff)
- Street Fighter Alpha 2 (SNES Version) (1996) -- Compositeur & arrangement (Arcade Staff)
- Street Fighter II' (Master System Version) (1997) -- Musique (Setsuo "Kashira" Yamamoto)
- Street Fighter Alpha 2 Gold (1997) -- Musique & Arrangement (Arcade Staff) (SETSUO Yamamoto)
- Pocket Fighter (Arcade Version) (1997) -- Musique & Arrangement
- Rival Schools: United by Fate (1997/1998) -- compositeur
- Pocket Fighter (PSX & Saturn Versions) (1998) -- Musique & Arrangement (Arcade Staff)
- JoJo's Venture (1998) -- compositeur
- Shiritsu Justice Gakuen: Nekketsu Seishun Nikki 2 (1999) -- Composition / Arrangement
- Strider 2 (1999/2000) -- compositeur (Setsuo)
- JoJo's Bizarre Adventure (Arcade) (1999) -- compositeur
- JoJo's Bizarre Adventure (PS1) (1999) -- Compositeur
- Project Justice (2000/2001) -- Son
- Super Puzzle Fighter II Turbo (GBA Version) (2003) -- Musique & Arrangement
- Glass Rose (2003) -- Directeur sonore
- Mega Man X8 (2004/2005) -- Special Thanks
- Darkstalkers Chronicle: The Chaos Tower (2004) -- Special Thanks
- Haunting Ground (2005) -- Special Thanks
- Beat Down: Fists of Vengeance (2005) -- Mixage
- Phoenix Wright: Ace Attorney (Nintendo DS) (2005) -- Special Thanks
- Mega Man X Collection (2006) -- Special Thanks
- Street Fighter Alpha 3 MAX (2006) -- Special Thanks
- Ultimate Ghosts 'n Goblins (2006) -- Special Thanks
- Capcom Classics Collection Reloaded (2006) -- Special Thanks (Capcom)
- Super Puzzle Fighter II Turbo HD Remix (2007) -- Musique & Arrangement (Classic Capcom - Arcade Edition)
- Tatsunoko vs. Capcom (2008) -- Special Thanks
- Dead Rising: Chop Till You Drop (2009) -- Son (Capcom Co., Ltd.)
- Resident Evil 5 (2009) -- Manager sonore
- Monster Hunter 3 (2009) -- Manager sonore
- Tatsunoko vs. Capcom: Ultimate All-Stars (2010) -- Special Thanks
- Last Ranker (2010) -- Manager sonore
- Dead Rising 2: Case 0 (2010) -- Special Thanks (Capcom Entertainment Inc.)
- Dead Rising 2 (2010) -- Special Thanks (Capcom Entertainment Inc.)
- Resident Evil: Revelations (2012) -- Mixage sonore
- Asura's Wrath (2012) -- Manager sonore (Trailer)
- JoJo's Bizarre Adventure HD Ver. (2012) -- compositeur
- Resident Evil 6 (2012) -- Special Thanks